# Heikendorf
Heikendorf er administrationsby og en kommune i det nordlige Tyskland, beliggende i Amt Schrevenborn i den nordlige del af Kreis Plön. Kreis Plön ligger i den østlige/centrale del af delstaten Slesvig-Holsten.

## Geografi
Heikendorf er beliggende på østbredden af Kielerfjorden mellem Mönkeberg og Laboe. Ved Kielerfjorden ligger Ubådsmindesmærket Möltenort.
Fiskerlandsbyen Heikendorf var i tidligere tider en kunstnerkoloni, og værker derfra er grundlaget for et kunstmuseum der åbnede i år 2000. Også Adolf Brütts „Fischer“ minder om malerkoloniens blomstringstid.
I Möltenort havn ligger det tidligere fyrskib Læsø Rende, nu som museumsskib.
- Luftfoto taget mod syd med Kielerfjorden til højre
- Anlægssted  Heikendorf-Möltenort
- Fyrskibet No. XV Læsø Rende i Möltenort havn
- Ubådsmindesmærket Möltenort
- Skulpturen „Gerettet“ (Reddet, tidligere Fischer) af Adolf Brütt